# آگزبرگ (ایلینوی)
آگزبرگ (به انگلیسی: Augsburg) یک منطقهٔ مسکونی در ایالات متحده آمریکا است که در شهرستان فایتی، ایلینوی واقع شده‌است. آگزبرگ ۱۷۰٫۹۹ متر بالاتر از سطح دریا واقع شده‌است.